# Wendelinskirche (Haubersbronn)

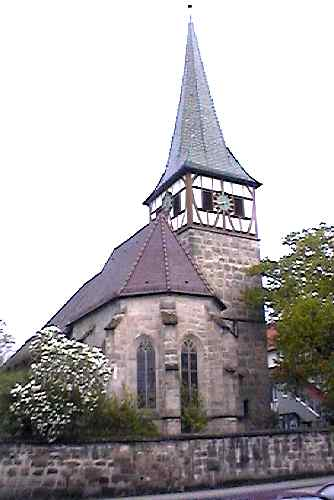
Außenansicht der Wendelinskirche

Die evangelische Wendelinskirche steht in Haubersbronn, einem Stadtteil von Schorndorf im Rems-Murr-Kreis in Baden-Württemberg. Die Kirche gehört zur Evangelischen Landeskirche in Württemberg.

## Geschichte
Kirchlich war Haubersbronn früher geteilt, westlich der Wieslauf gehörte der Ort zur Pfarrei Buoch, östlich der Wieslauf zur Pfarrei Lorch, später Oberurbach. Die Wieslauf stellte damit die Grenze zwischen den Bistümern Augsburg und Konstanz dar.
1447 wurde erstmals eine kleinere spätromanische Kapelle erwähnt, die ab 1470 den Heiligen Petrus, Nikolaus, Wendel und Katharina zugeschrieben wurde.
Zwischen 1470 und 1480 wurde an der Stelle der Kapelle die heutige Kirche errichtet. Die Chorseitenturmanlage lässt auf eine geplante Erhebung zur Pfarrkirche schließen. Im Zuge der Reformation wurden 1536 die Kirche und ihre Mitglieder evangelisch. 1565 wurde Haubersbronn dann eine eigene Pfarrei, davor war Haubersbronn nach Schorndorf eingepfarrt.

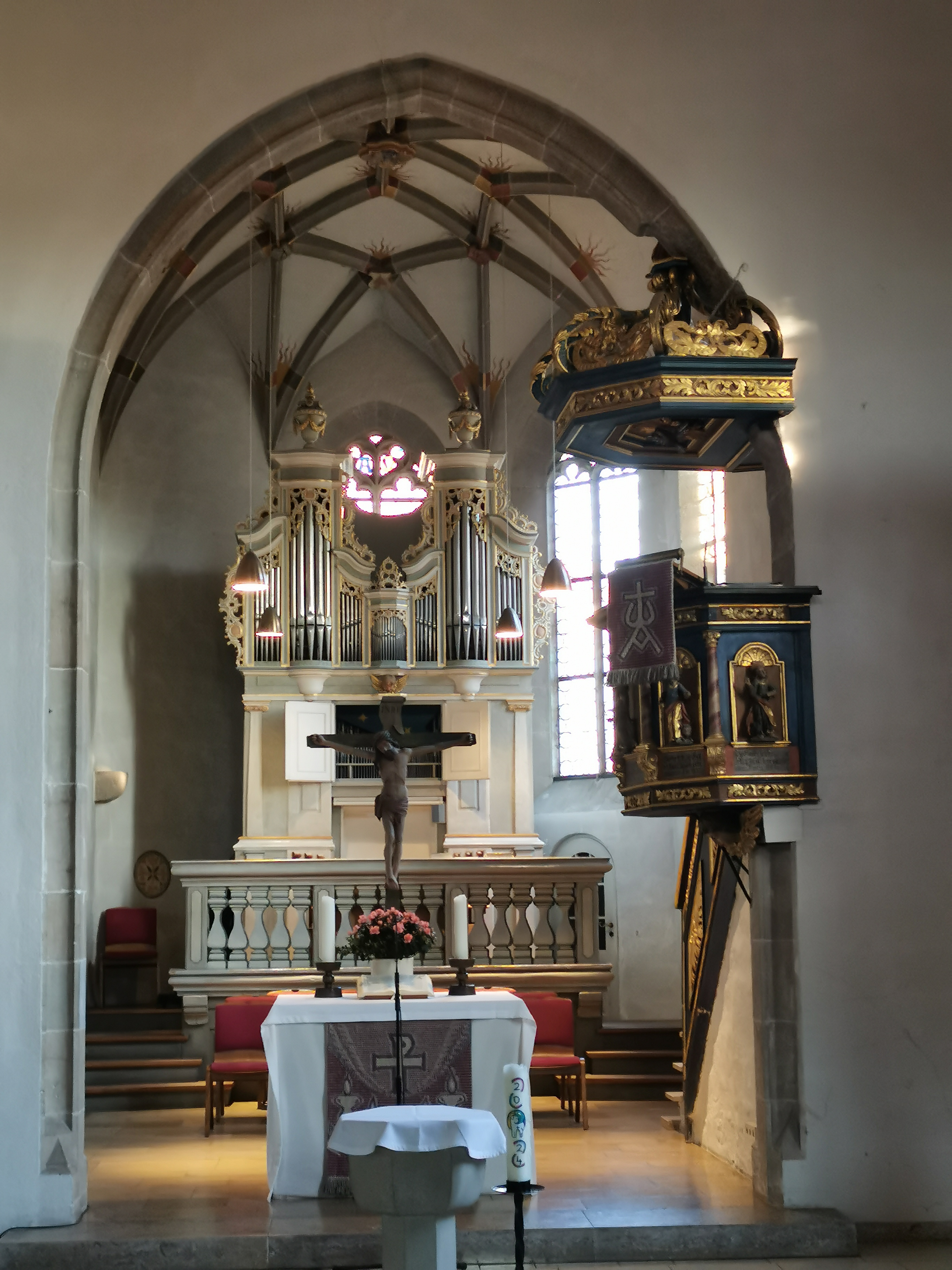
Chorraum

1728 wurde das Schiff nach Norden und Westen erweitert und ist dadurch nun versetzt zur Chorachse. 1754 und 1766 wurden die Emporen eingebaut. 1881 nahm Theophil Frey einige Erneuerungen vor, 1909 wurden die Fenster auf der Südseite eingebaut. 1913 gestalteten Theodor Dolmetsch und Fritz Schuster die Jugendstilfenster an der Westseite neu.
1929 erfolgte eine umfassende Innenerneuerung unter der Leitung von Paul Gaiser. 1958 wurde der Chor durch Paul Haag umgestaltet. Dabei wurde die Chorempore entfernt und die Orgel auf einem massiven Podest neu positioniert. 2005 fand die letzte große Innenrenovierung statt, bei der der Steinaltar und einzelne Bankreihen entfernt und eine neue Heizung, Beschallungsanlage und Außen- und Innenwindfänge eingebaut wurden.

## Ausstattung
Im Chor der Kirche ist im Netzrippengewölbe der Heilige Wendelin, nachdem die Kirche benannt ist, neben Maria und dem Jesuskind abgebildet. An der Seitenwand des Chores befindet sich noch eine Tabernakel-Nische, die aus der Erbauungszeit stammt als die Kirche als katholische Kirche erbaut wurde.
Die Kanzel stammt aus dem Jahr 1726/27. An ihrer Brüstung sind die Evangelisten Matthäus, Markus, Lukas und Johannes und Jesus Christus dargestellt. Bemerkenswert sind auch der posauneblasende Engel auf dem Schalldeckel und die Taube (Symbol des Heiligen Geistes) an der Unterseite des Schalldeckels.
Im Kirchenschiff befindet sich ein Epitaph aus dem Jahr 1612 für Ulrich von Gaisberg, der im Haubersbronner Schlössle lebte. 

Die Orgel stammt aus dem Jahr 1788 und wurde von Johann Andreas Goll erbaut. 1959 errichtete die Orgelbaufirma Link als Opus 830 ein neues Orgelwerk mit 18 Registern auf zwei Manualen und Pedal unter Verwendung von sieben Registern und des Gehäuses der vorherigen Orgel.

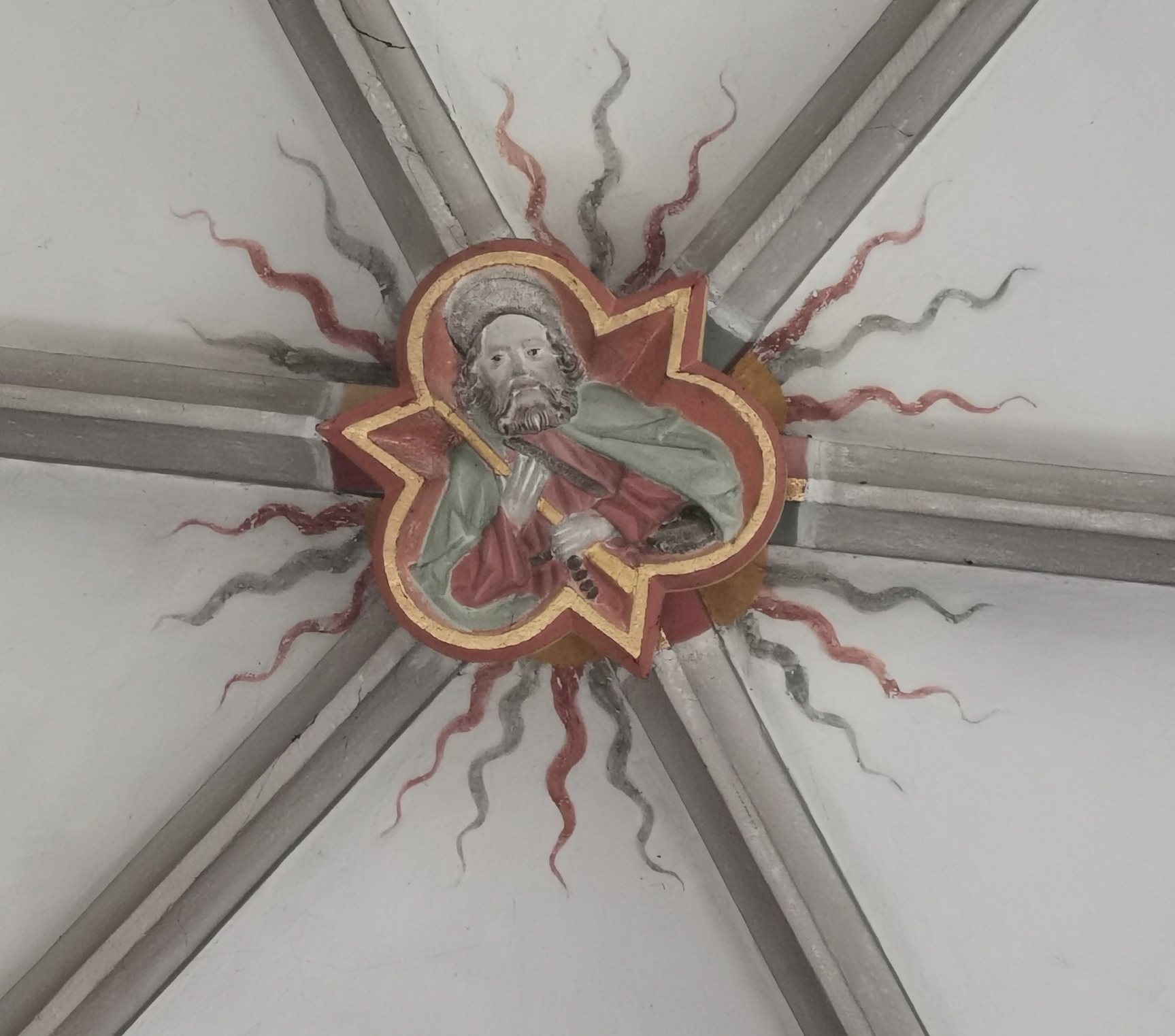
St. Wendelin auf dem Schlussstein im Chorgewölbe
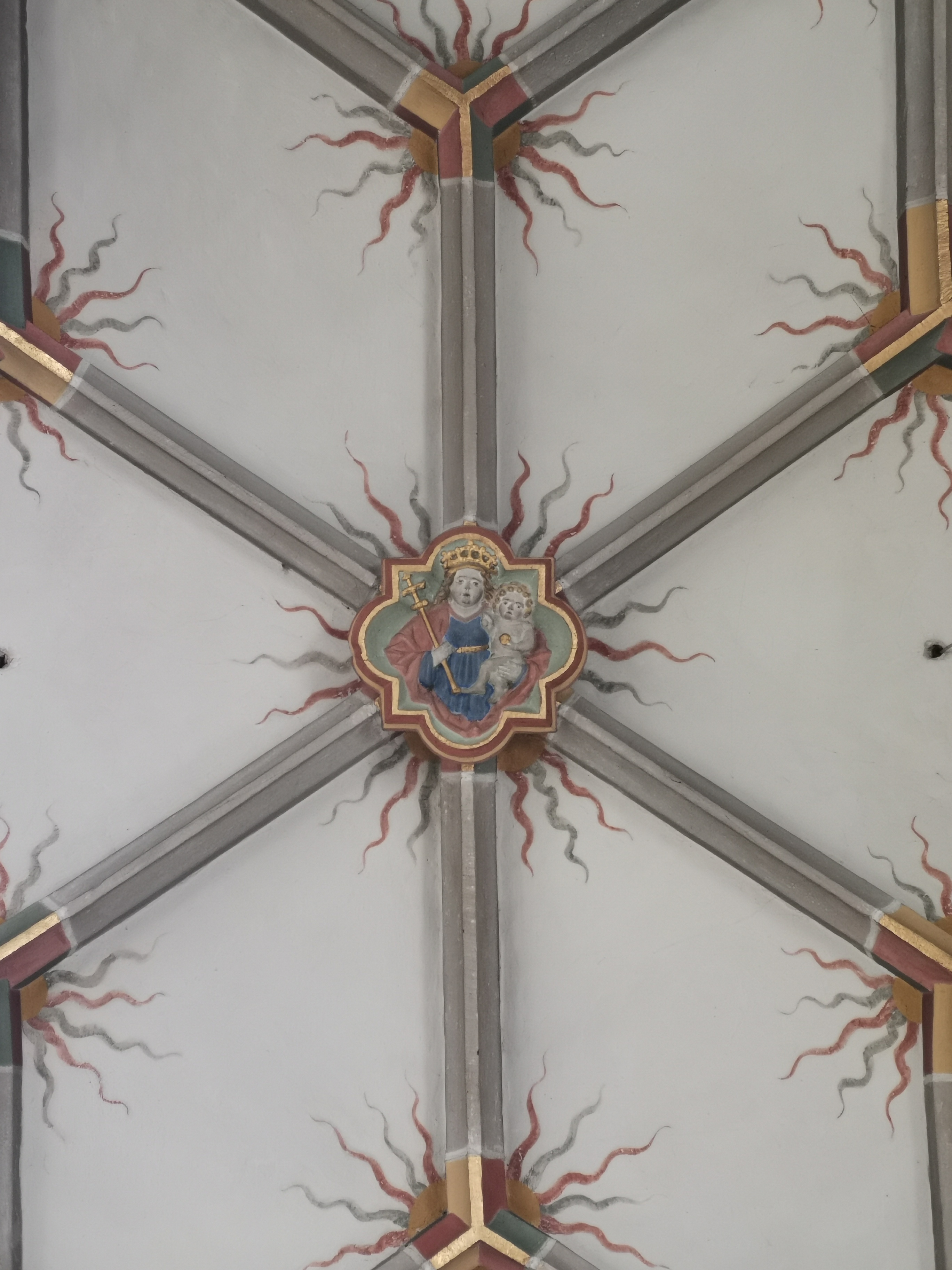
Maria und Jesus auf dem Schlussstein im Chorgewölbe
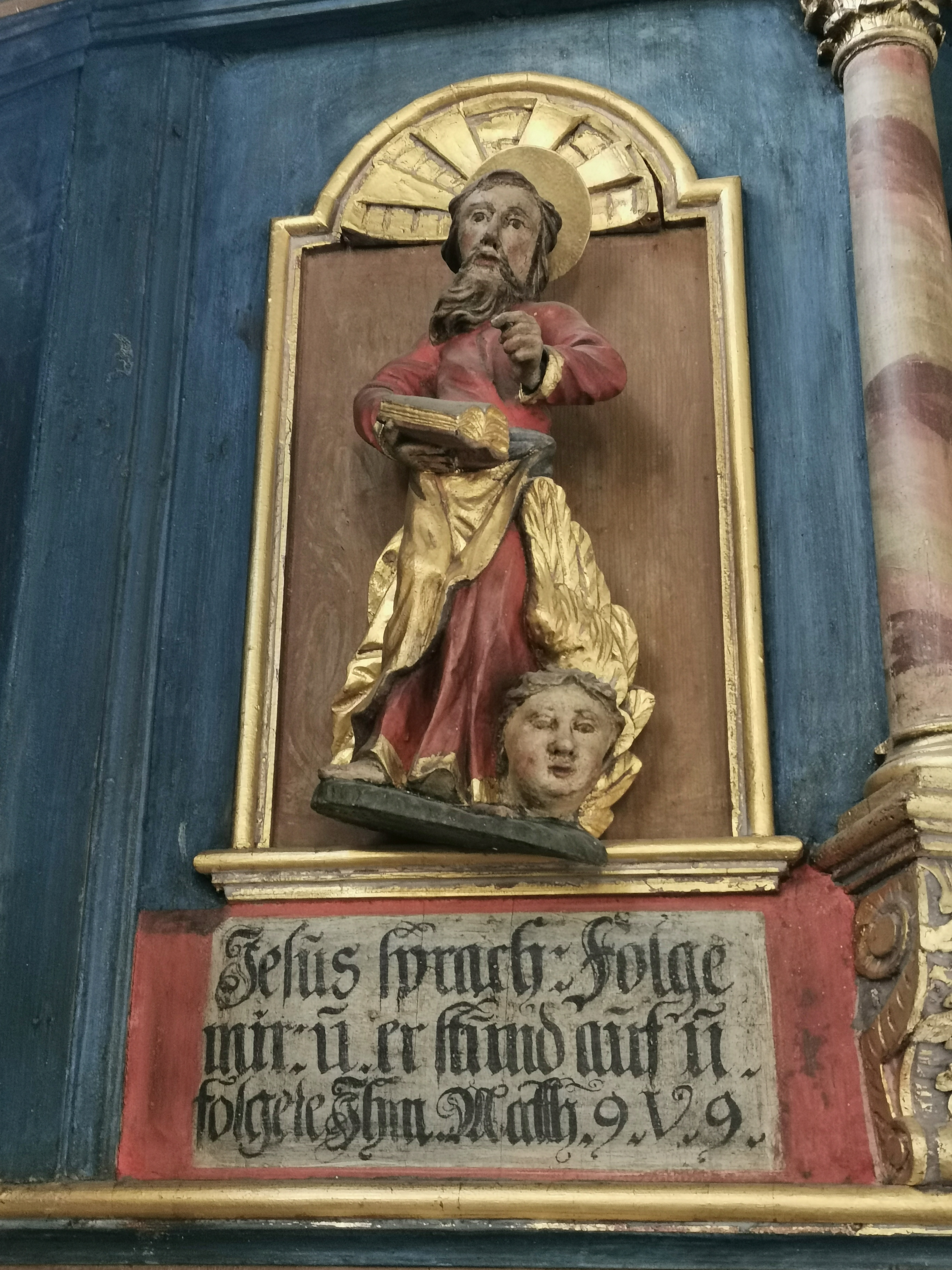
Der Evangelist Matthäus (mit einem geflügelten Menschen)
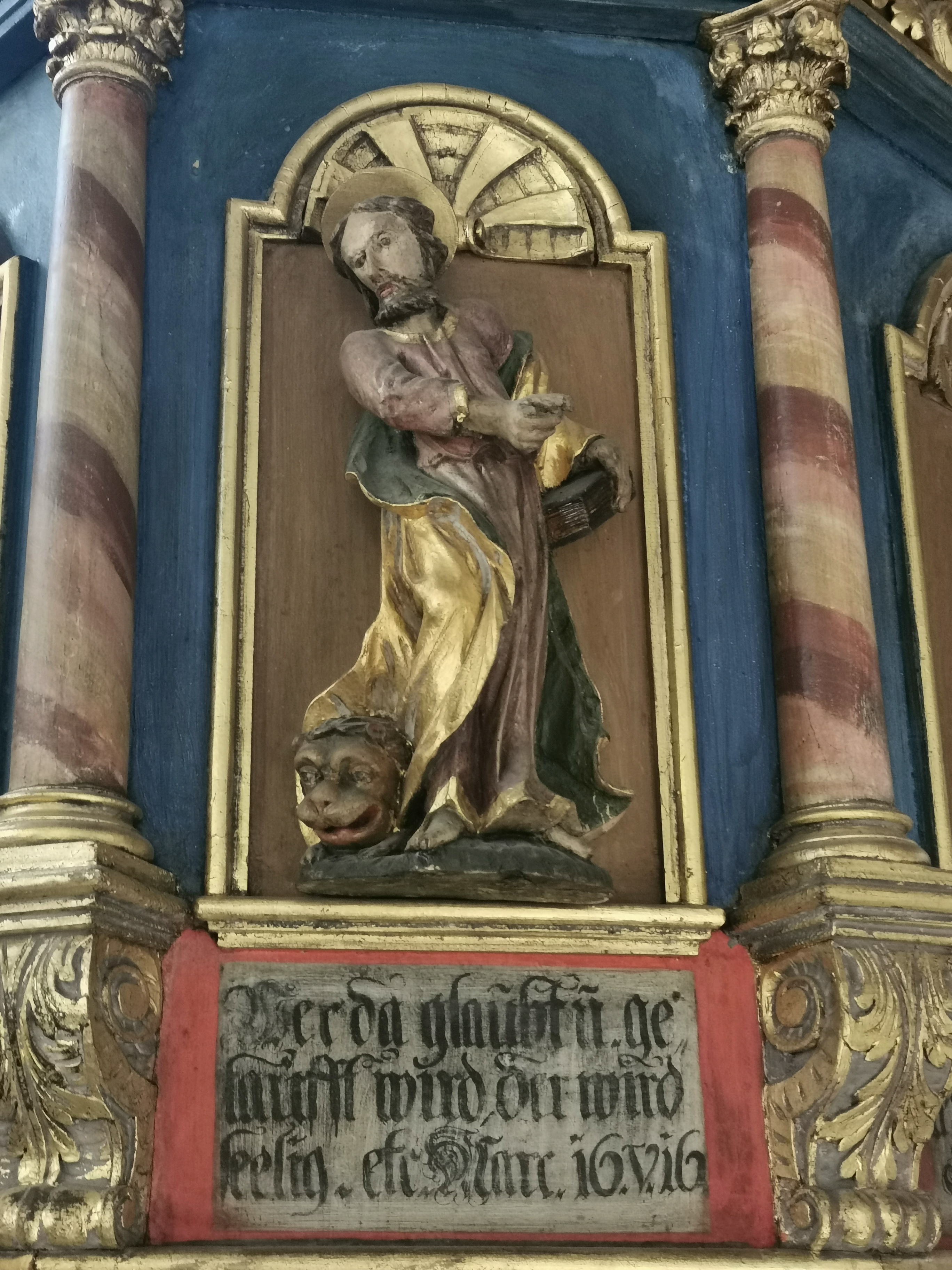
Der Evangelist Markus (mit Löwe)
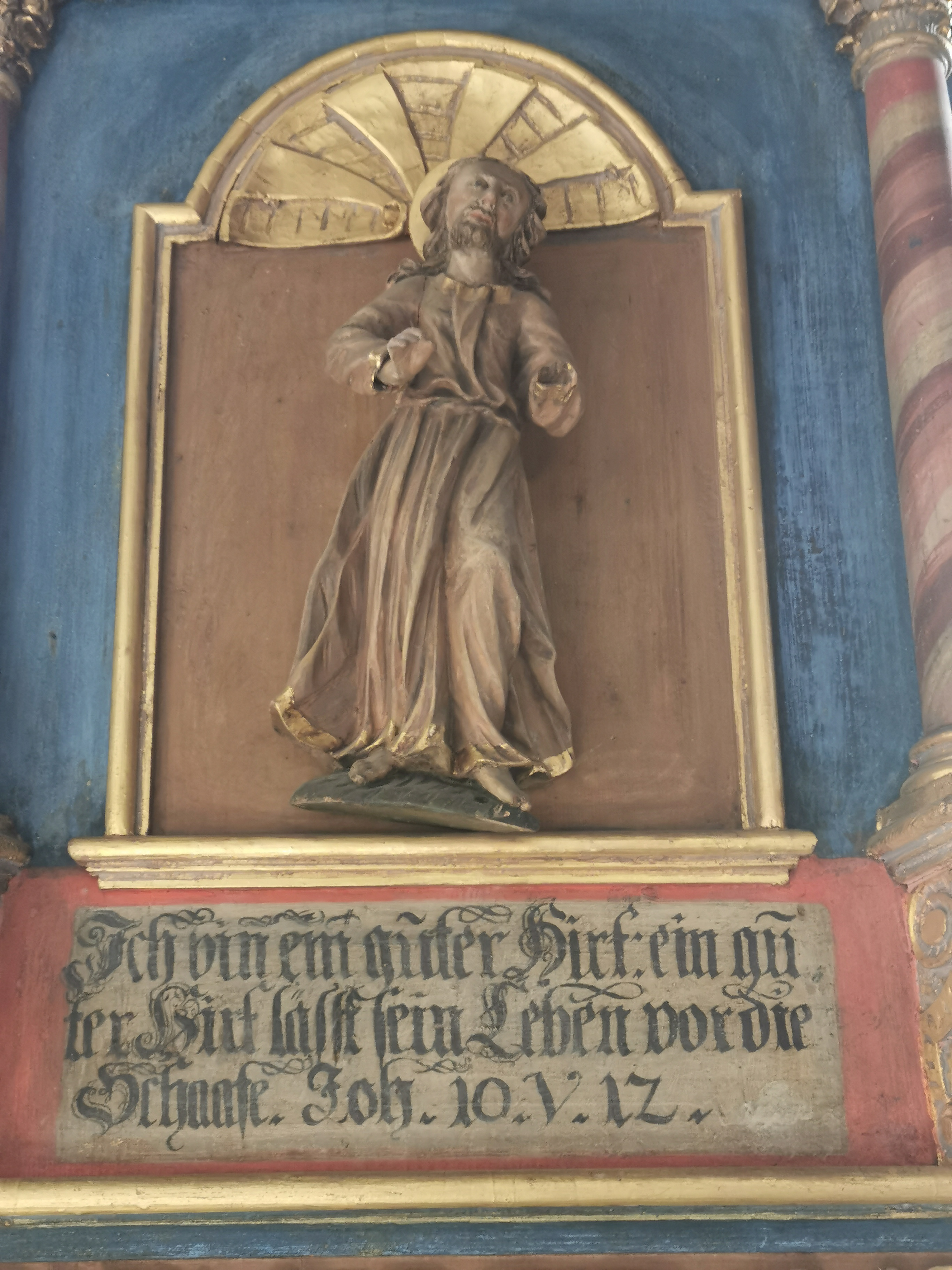
Jesus
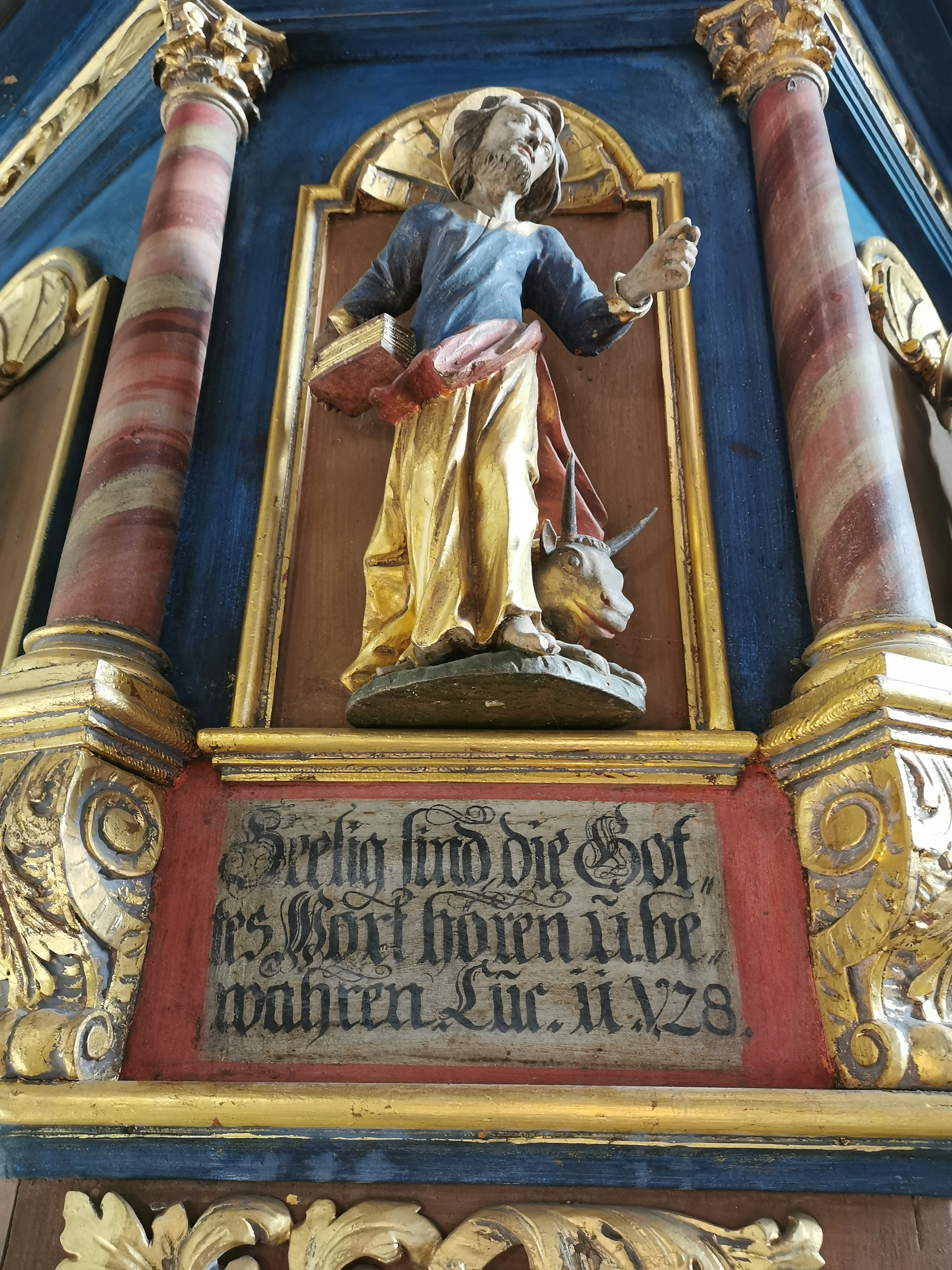
Der Evangelist Lukas (mit Stier)
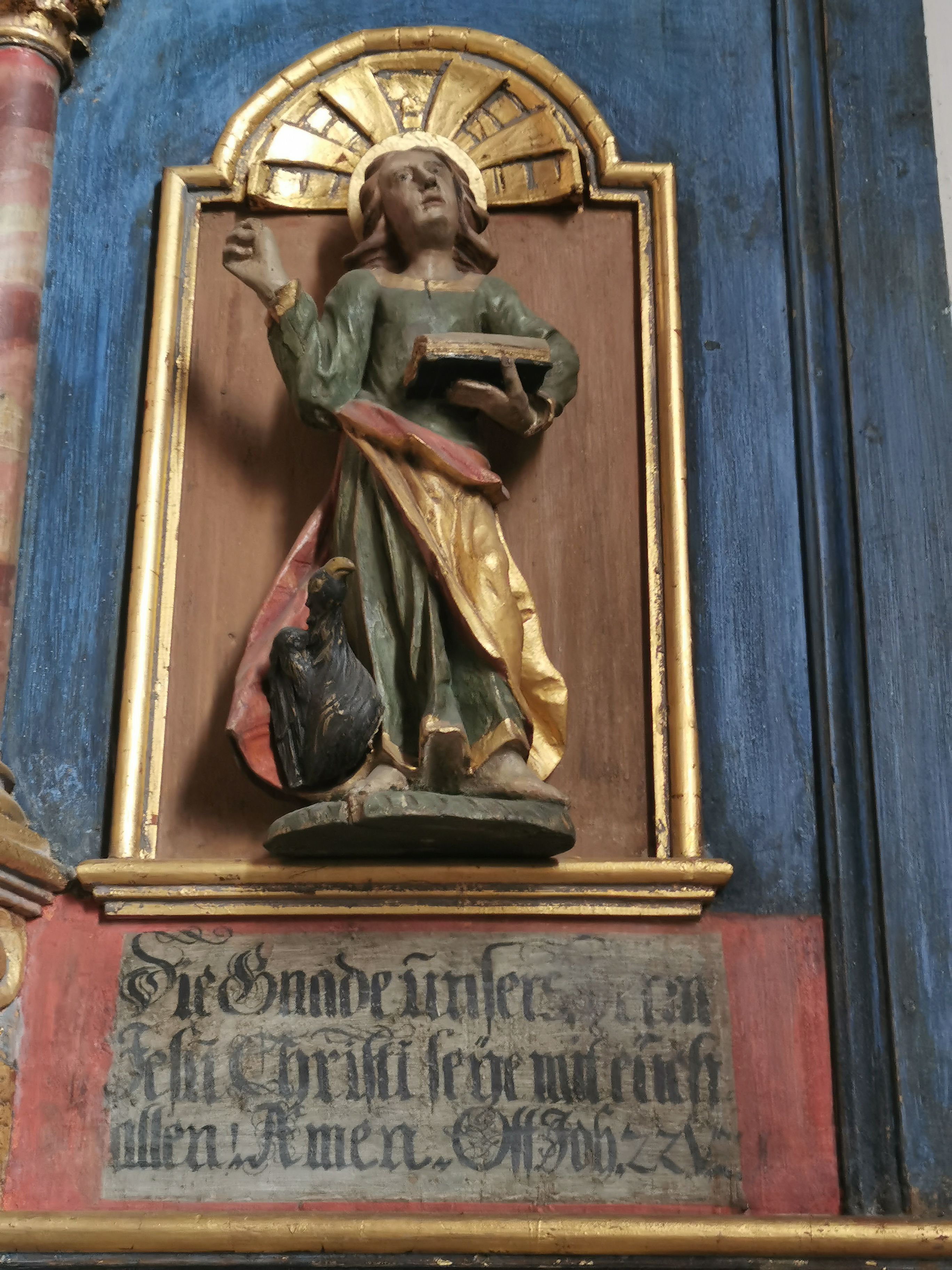
Der Evangelist Johannes (mit Adler)
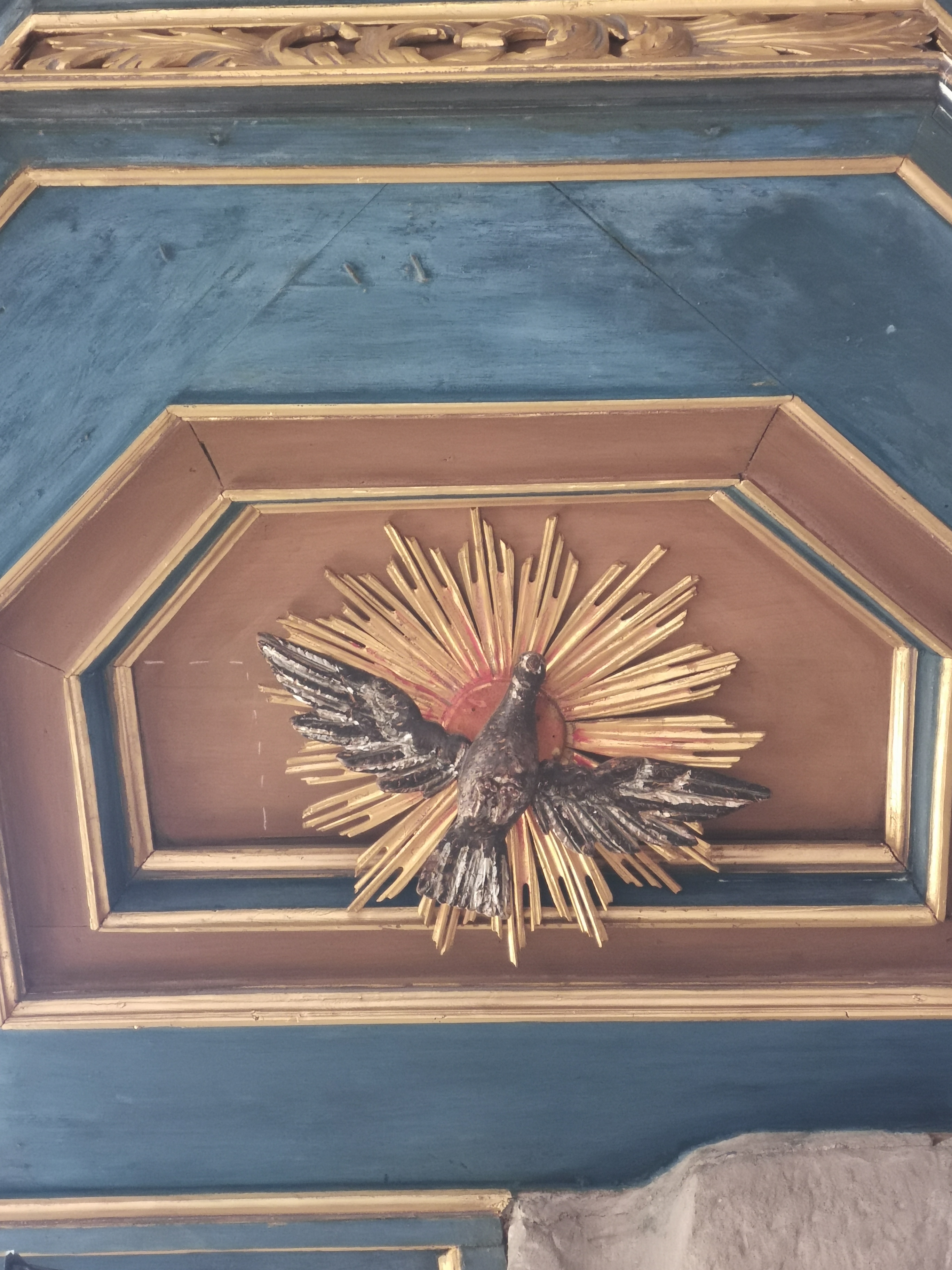
Taube (Symbol des Heiligen Geistes)
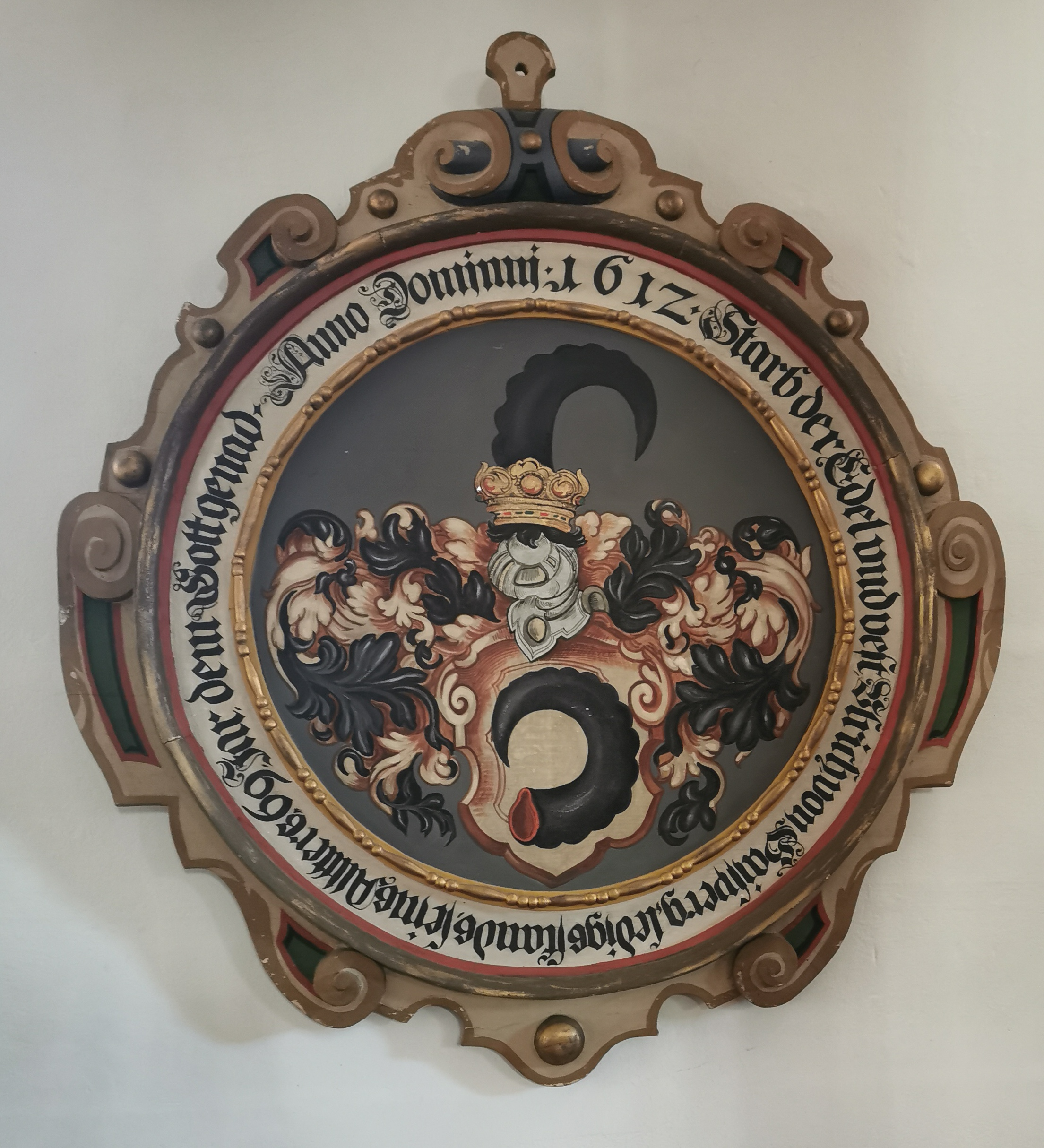
Epitaph für Ulrich von Gaisberg
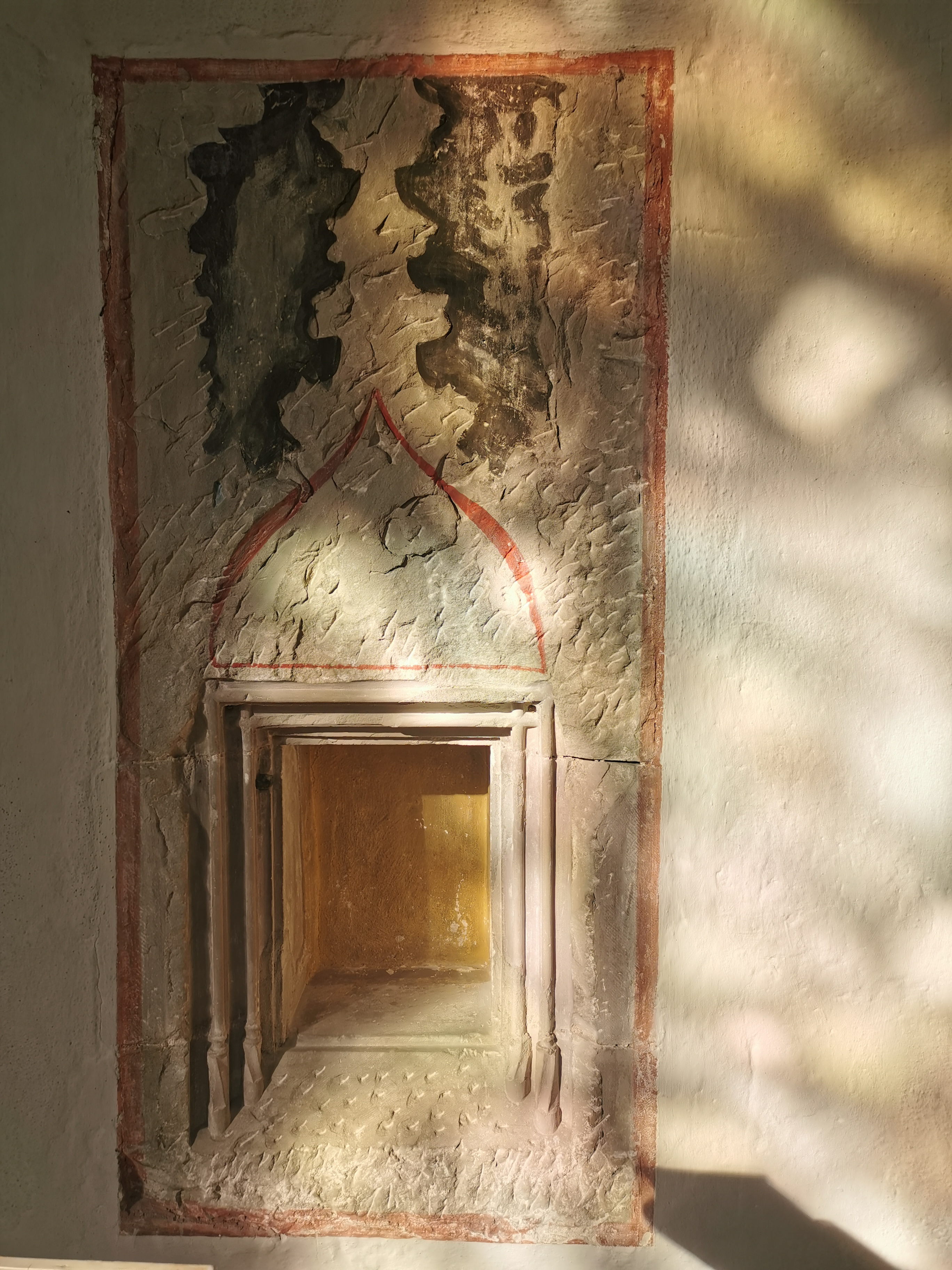
Tabernakel